# Église épiscopalienne Saint-Barthélemy de Manhattan
Pour les articles homonymes, voir Église Saint-Barthélémy.
L'église épiscopalienne Saint-Barthélemy, dite St Bart's, est une église protestante fondée en janvier 1835 et située du côté est de Park Avenue, entre la 50e et la 51e rue dans le quartier Midtown Manhattan, à New York. La paroisse est membre de l'Église épiscopalienne des États-Unis.
Depuis le 31 octobre 2016, l'édifice est classé monument historique national aux États-Unis. Son architecte est Bertram Goodhue.

## Histoire

### Anciennes églises

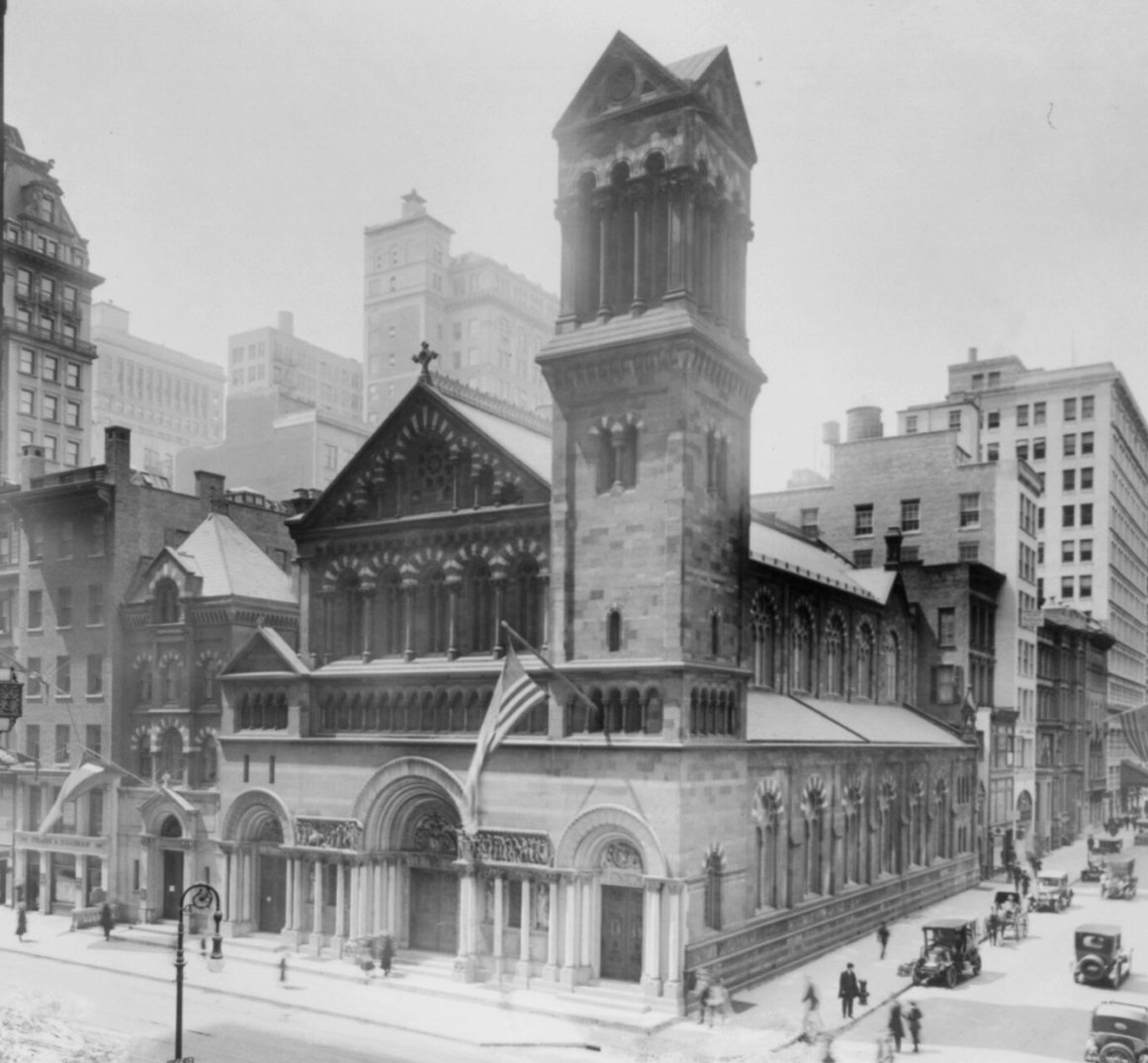
L'église de Madison Avenue et de la 44e rue, vers 1918.

En janvier 1835, la congrégation inaugure sa première église simple au coin de Great Jones Street et de Lafayette Place.
Entre 1872 à 1876, un nouveau bâtiment est construit à l'angle sud-ouest de Madison Avenue et East 44th Street. Elle est conçue par James Renwick, également architecte de la cathédrale Saint-Patrick de New York, dans le style lombard. L'édifice est embelli en 1902-1903 d'un triple portail en style néo-roman français par Stanford White. Il s'inspire alors de église abbatiale de Saint-Gilles du Gard, que White a admirée en 1878. Les sculptures des tympans sont d'inspiration Renaissance. Le portail est financé par la famille de l'homme d'affaires américain Cornelius Vanderbilt II. William Henry Vanderbilt vend le terrain à l'église. Les portes en bronze, avec des bas-reliefs dans des panneaux représentant des épisodes de l'Ancien et du Nouveau Testament, sont réalisées des sculpteurs établis de New York : Andrew O'Connor, travaillant librement sous la direction générale de Daniel Chester French a exécuté la porte principale ; la porte sud a été exécutée par Herbert Adams, la porte nord par Philip Martiny.

### Structure actuelle
L'église actuelle est érigée entre 1916 et 1917. Son architecture s'inspire du style néo-byzantin librement manipulée et simplifiée par Bertram Goodhue. Goodhue conserve l'ancien portail de l'église, avec ses portes en bronze, qui est remonté sur le nouveau site.
La première pierre est posée le 1er mai 1917. L'église est consacrée, à demi-achevée en 1918. Après la mort soudaine et inattendue de Goodhue en 1924, la conception est revue par ses associés. La maison communautaire est construite en avec les mêmes matériaux, en pierres saumon panaché de crème et le calcaire crémeux de l'Indiana. Ils conçoivent un parvis entourée par les façades en forme de falaise des structures commerciales de Midtown. Ils intègrent également la coupole, à carreaux à l'extérieur et à coupole intérieure polychrome hispano-mauresque, qui se substitue à la flèche qui avait été prévue. En 1930, l'église est achevé. Les vitraux et les mosaïques sont de Hildreth Meiere. Les fonts baptismaux en marbre sont d'un disciple danois de Canova, Bertel Thorvaldsen. Le financement total de la construction atteint au total 5,4 millions de dollars.
L'église est connue pour un large éventail de programmes. Il attire des paroissiens de tous les quartiers de New York et des environs. Elle abrite la sépulture des actrices Lillian Gish (1893–1993), Dorothy Gish (1898–1968) et de leur mère Mary Gish (1876–1948).
En 1992, la Saint Bartholomew's Preservation Foundation est créée pour permettre la restauration de l'église. Les drains de toit sont rendus étanches, le dôme emblématique est temporairement sécurisé et la grande terrasse et le mur de la 50e rue sont reconstruits. Inside Park, le restaurant populaire du site, ouvre en 1992.
La restauration du dôme est achevée en 2017.

## Musique
L'un des anciens chefs de chœur de l'église est le célèbre chef d'orchestre Leopold Stokowski. Lui succède l'organiste-chef de chœur David McKinley Williams. Un autre des directeurs musicaux de l'église était Harold Friedell, célèbre compositeur et éducateur Juilliard School. Le chœur de l'église est dirigé successivement par Jack Ossewaarde, William Trafka et James Litton. Le programme Chorister, avec des enfants de 6 à 18 ans a été présenté dans des émissions telles que The Today Show et Good Morning America.
Saint-Barthélemy est connue pour son orgue du facteur d'orgure Skinner Organ Company, le plus grand de New York et l'un des dix plus grands au monde. Il est inauguré officiellement lors d'un concert le 9 décembre 1930.

## Dans la culture populaire
- Dans le film Arthur de 1981, le mariage d'Arthur (Dudley Moore) avec Susan Johnson (Jill Eikenberry) devait avoir lieu à Saint-Barthélémy. La tristement célèbre scène de mariage dans le remake du même film y est tournée en juillet 2010.
- Dans le film It Takes Two de 1995, le mariage de Roger Calloway (Steve Guttenberg) a lieu à Saint-Barthélemy.
- Dans le film Salt de 2010, le président russe est prétendument  tué dans l'église alors qu'il prononçait un éloge funèbre lors des funérailles du défunt vice-président américain.

## Galerie
|                            |
| Vue du nord de Park Avenue |

|                                 |
| Premier vitrail depuis l'entrée |

|        |
| Rosace |

|         |
| Vitraux |

|       |
| Autel |

|                                               |
| Statues d'ange au-dessus des fonts baptismaux |

|       |
| Orgue |

|       |
| Orgue |

|       |
| Orgue |

|       |
| Orgue |